# Corebo de Frigia
Coroebo de Frigia (Griego antiguo: Κόροιβος ο Φρύγας) fue hijo del rey Migdón y Anaxímenes. Corebo fue a Troya para casarse con Casandra. Murió durante la Guerra de Troya, concretamente durante la caída de Troya, o bien por Neoptólemo o por Diomedes (Pausanias) . Sin embargo, según la Eneida  Corebo fue asesinado por Peneleo. Pausanias escribe que había un memorial de Corebo en la frontera de Frigia. En el proverbio griego "idiota de Corebo" ("Κοροίβου ηλιθιώτερος") se menciona a este Corebo, porque fue a Troya muy tarde.